# Le Cuisinier rebelle

Le Cuisinier rebelle est une émission de télévision gastronomique québécoise animée par Antoine Sicotte et diffusée à partir du 23 mars 2010 sur Zeste. 
L'émission Le Cuisinier rebelle est une adaptation du livre du même nom paru en octobre 2009 aux Éditions Cardinal. Ce livre a remporté le prix du meilleur premier livre de cuisine du Canada français lors des Gourmand World Cookbook Awards 2010.
Antoine Sicotte s'est fait connaître au début des années 2000 comme membre du groupe Sky.

## Structure de l'émission
La première saison comprend 13 épisodes de 30 minutes et chacun de ces épisodes porte le nom d'un thème. Dans chaque épisode, Antoine commence en proposant un cocktail, puis un, deux ou trois plats. L'animateur fait également découvrir des restaurants, des boutiques et des épiceries qu'il apprécie spécialement. À la fin de chaque épisode de la première saison, Antoine recevait le sommelier de Unibroue pour parler des produits de la brasserie, du métier de sommelier en bière, de la fabrication de la bière et des types de verre pour la bière.

## Épisodes

### Saison 1
1. Un train pour Rome
2. Bouffe de shack
3. Rythme des Antilles
4. Poisson Jazz
5. Tomate Lover
6. Carnivore
7. Les re-cuisinés
8. Corrida 5@7
9. Mediteraneo
10. Après minuit
11. Orient-Extrême
12. Le piquant voyageur
13. Petit déj

### Saison 2
1. Jumbo Sombrero
2. Techno-Calypso
3. Brunch Franchouillard
4. Love you long time
5. La piémondaise
6. Mangalicious
7. Transsibérien Trash
8. Opa !
9. Coco Loco
10. Pause Pétanque
11. Pâturage Psychédélique
12. L'aristoclub
13. Go Gaudi Go!